# Giacomo di Cardona e Gandia
Giacomo Francesco di Cardona e Gandia (in catalano Jaume Francesc de Cardona i Gandia, in spagnolo Jaime Francisco de Cardona y Gandía; Urgell, 1405 circa – Cervera, 1º dicembre 1466) è stato un cardinale, vescovo cattolico e politico spagnolo.

## Biografia
Ecclesiastico catalano, ventiduesimo presidente della Generalitat de Catalunya, nominato l'11 novembre 1443, Giovanni era figlio del conte Giovanni Raimondo Folch I de Cardona e fratello di Giovanni Raimondo II.
Nella sua carriera ecclesiastica fu referente apostolico di papa Niccolò V, il 27 novembre 1448, amministratore dell'abbazia di Santa Maria di Solsona, canonico e arcidiacono di Barcellona e Lerida, vescovo di Vic (1445-1459), di Gerona (1459-1462), cancelliere del Principato di Catalogna, vescovo della Seu d'Urgell e Coprincipe di Andorra dal 1462 al 1466, anno della sua morte.
È stato inoltre presidente della Generalitat de Catalunya dal 1443 al 1446.
Il 18 dicembre 1461 fu nominato cardinale diacono di Santa Maria del Castro Pretorio a Roma da papa Pio II, durante una sontuosa cerimonia nella Basilica di Santa Maria Maggiore. Dal Papa fu definito intellettuale che viveva in santità. Nel 1459 fu nominato, da Giovanni II d'Aragona, ambasciatore presso la corte del Re di Francia.
Giacomo non partecipò al Conclave del 1464 dove fu eletto Papa Paolo II.
Partecipò alla canonizzazione di San Vincenzo Ferreri il 3 giugno 1455.